# Jakub Giza
Jakub Giza (ur. 10 kwietnia 1980 w Krakowie) – polski operator filmowy.

## Filmografia

### Jako autor zdjęć
- 2017 – Körfez – reż. Emre Yeksan[1]
- 2013 – Mazurek – reż. Julia Kolberger[2][3]
- 2010 – Jutro mnie tu nie będzie – film dyplomowy w reż. Julii Kolberger
- 2009 – Kochankowie, reż. Rafał Skalski
- 2009 – Bocznica (dokumentalny), reż. Anna Kazejak
- 2008 – Sztuka milczenia (dokumentalny), reż. Rafael Lewandowski[4]
- 2007 – 52 procent, reż. Rafał Skalski[5]
- 2007 – Andrzej Barański (dokumentalny), reż. Leiv Igor Devold[6]
- 2006 – Widzę cię wszędzie (6 min.)[7][8].

### Jako reżyser
- 2006 – Widzę cię wszędzie (6 min.).

## Nagrody
- 2010 – "Złota Kijanka" za najlepsze zdjęcia do filmu Jutro mnie tu nie będzie (reż. Julia Kolberger) na festiwalu Plus Camerimage w Bydgoszczy.
- 2009 – za film Bocznica – Nagroda Prezesa Telewizji Polskiej dla najlepszego operatora filmu dokumentalnego, Krakowski Festiwal Filmowy.
- 2007 – za film 52 procent  – Nagroda Prezesa Telewizji Polskiej za zdjęcia, Krakowski Festiwal Filmowy.